# Gregg Binkley
Gregg Binkley (Topeka, 20 de março de 1963) é um ator americano.

## Biografia
Seu pai se chama Jerold Binkley, um cultivador de tulipas. Ele formou-se na Washburn Rural High School, onde foi o presidente da classe de 1981. Frequentou a Universidade do Kansas e foi membro da classe de 1986.
Fez várias participações no cinema e na TV, ficando mais conhecido ao atuar como Kenny James na sitcom da NBC My Name Is Earl, e como o porta-voz Dan do restaurante de fast-food Del Taco. Foi ator convidado em Gilmore Girls, Malcolm in the Middle, Sabrina, the Teenage Witch, Yes, Dear, The Drew Carey Show, Full House e Os Feiticeiros de Waverly Place.
Gregg uma vez realizou um trabalho imitando celebridades por telefonemas, posando como o personagem de Don Knotts, Barney Fife. Ele também fez essa imitação em Behind the Camera: The Unauthorized Story of Three's Company.
Entre 2010 e 2014, interpretou o gerente de supermercado Barney na sitcom de sucesso da FOX Raising Hope.

## Vida pessoal
Ele conheceu sua esposa, Tokiko Ohniwa, em uma classe de atuação. Eles se casaram em 31 de maio de 2003 e mais tarde divorciaram-se.